# Kompa (Benin)

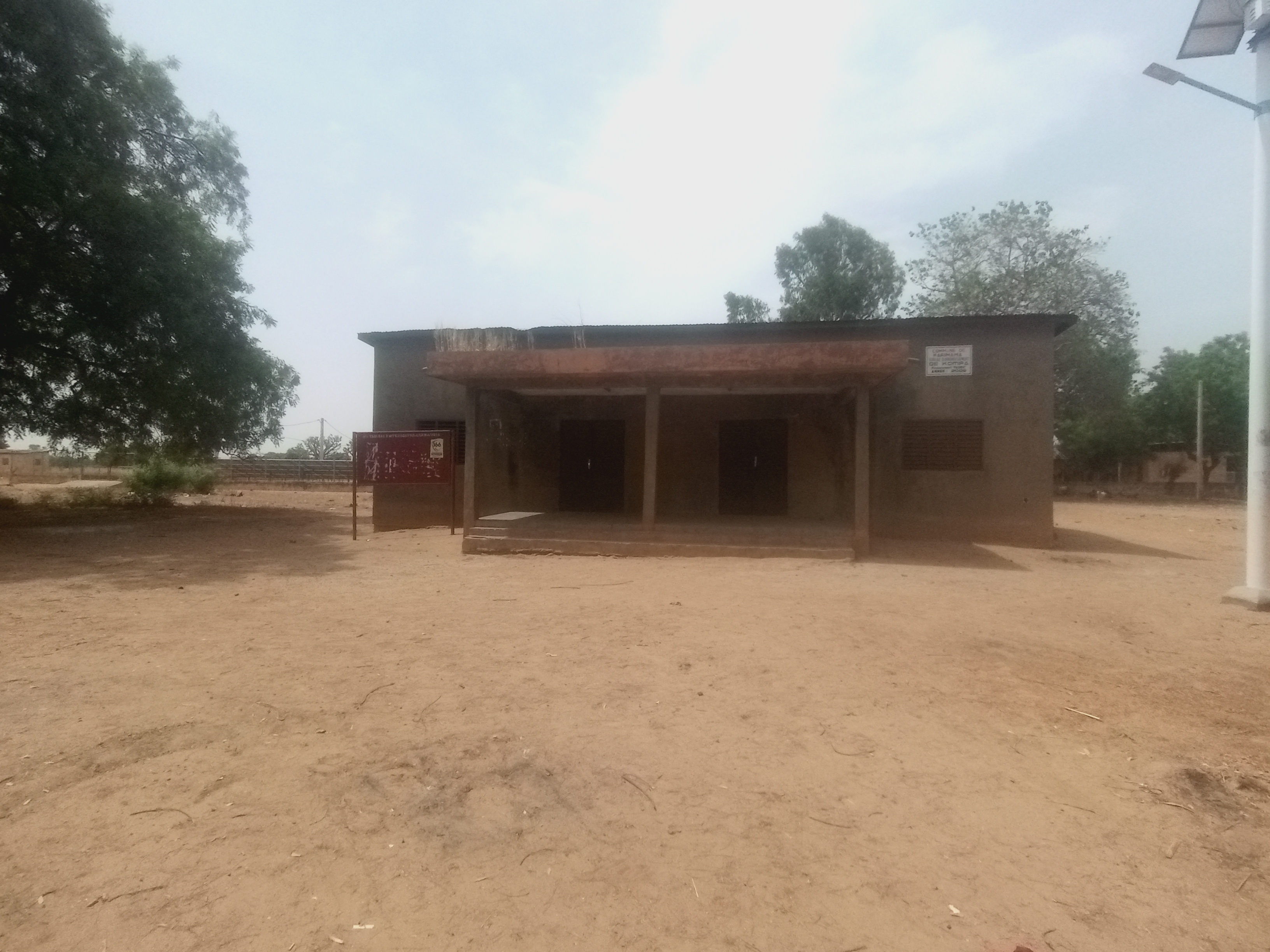
Kompa-Bezirksbüro in Karimama

Kompa ist ein Arrondissement im Departement Alibori in Benin. Es ist eine Verwaltungseinheit, die der Gerichtsbarkeit der Kommune Karimama untersteht. Gemäß der Volkszählung von 2013 hatte Kompa 13.142 Einwohner, davon waren 6572 männlich und 6570 weiblich.